# Cañeda
Cañeda es una localidad perteneciente al municipio de Campoo de Enmedio (Cantabria, España). Se encuentra a 801 metros de altitud y en el año 2024 su población es de 101 habitantes, según el INE. Varones: 53. Mujeres: 48.
Entre este pueblo y Aradillos nace el Besaya, uno de los principales ríos de la comunidad.
En Cañeda hubo una cantera que dio soporte económico al pueblo durante un tiempo. Tras su cierre por agotamiento del material extraído, el pueblo vuelve lentamente a la ganadería y a otros medios de subsistencia en Reinosa, situada a 3,3 km, o en las cercanías del pueblo. La iglesia, advocada a san Pantaleón, conserva restos románicos del siglo XII.
Esta localidad también es conocida como el pueblo de las brujas por la habilidad de las jóvenes del pueblo como curanderas en otros tiempos.